# Litanie lauretane

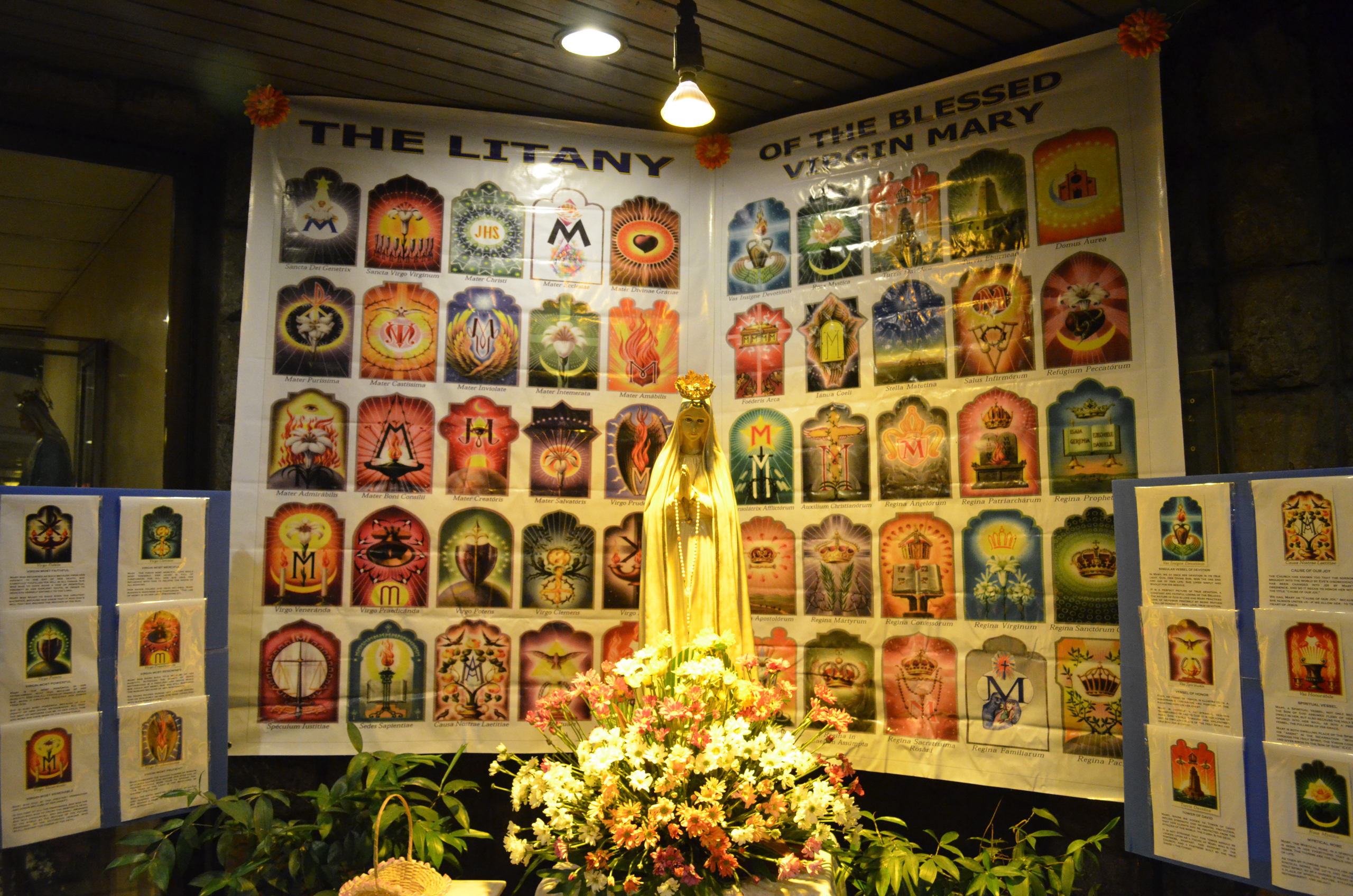
Le Litanie della beata Vergine Maria, Santuario Regina della pace di EDSA, Manila.

Le litanie lauretane (dette anche litanie della beata Vergine Maria) sono una supplica in forma di litania che nella Chiesa cattolica latina vengono rivolte a Dio e alla Vergine Maria. Sono così chiamate perché diventate famose per l'uso che se ne fa nella Santa Casa di Loreto a partire dalla prima metà del secolo XVI. Furono approvate da un decreto pontificio di papa Sisto V nel 1587.
Le litanie contengono molti dei titoli usati formalmente e informalmente per la venerazione della Vergine Maria e sono spesso recitate da una pluralità di persone.
Si usano recitare o cantare alla fine del Rosario, e come atto di culto mariano a sé stante. In questo secondo caso, per esempio, possono costituire l'elemento portante di una celebrazione di preghiera alla Vergine, essere un canto processionale, o far parte di una celebrazione della Parola di Dio.
L'appellativo "lauretane" non indica il luogo di origine di queste litanie mariane, ma il luogo che le rese celebri: Loreto. Le litanie alla Madonna sono più antiche e fu la fama del santuario di Loreto a diffonderle tra i fedeli. Oggi sono una delle preghiere più popolari alla Madre di Gesù.

## Storia

### Le origini
I primi formulari di litanie mariane sono documentati a partire dalla seconda metà del secolo XII e derivano dallo sviluppo del nucleo mariano delle litanie dei santi, nate agli inizi del III secolo. Il più antico formulario da cui derivano le litanie che prenderanno il nome di "lauretane" dal santuario della Santa Casa di Loreto, in cui si cantavano agli inizi del XVI secolo, è un codice manoscritto della Biblioteca nazionale di Francia che contiene 73 invocazioni,, tra cui Flos virginitatis (= Fiore di verginità), Forma sanctitatis (= Modello di santità), Hymnus cælorum (= Inno dei cieli), Luctus infernorum (= Lutto dell'inferno), oltre alle invocazioni attualmente in uso.
Le 66 invocazioni mariane riportate nel citato scritto parigino hanno già la struttura delle litanie lauretane e sono disposte in modo simile a quelle del formulario di Loreto. La struttura è la seguente: si inizia con tre invocazioni riprese dalle litanie dei santi (Sancta Maria, Sancta Dei Genitrix, Sancta Virgo Virginum), seguono un gruppo di undici invocazioni in cui Maria è considerata come "madre" (Mater), quindi quattro invocazioni come "maestra" (Magistra), gruppo sparito nelle attuali litanie lauretane, otto invocazioni in cui la Madonna viene considerata come "vergine" (Virgo), ventisei titoli simbolici di origine fondamentalmente bibiica, e infine tredici invocazioni a Maria Regina (Regina). I vari titoli con cui la Vergine veniva invocata derivano da testi liturgici, da autori coevi, dalle omelie del periodo di Carlo Magno, con collegamenti a testi più antichi: Giovanni Geometra (X secolo), Venanzio Fortunato (530 circa-660), l'inno Akathistos, Efrem il Siro (306 circa-372).

### Le litanie usate nella Santa Casa di Loreto e la loro diffusione
Nella prima metà del secolo XVI nel Santuario di Loreto, ogni sabato e in tutte le vigilie e feste della beata Vergine, si usava recitare o cantare una litania mariana, e specialmente quella cosiddetta "scritturale", perché composta di titoli e frasi presi dalla Sacra Scrittura. Avvenne poi, che nella seconda metà di quello stesso secolo, su tutti gli altri testi, lo scritturale compreso, ebbe il sopravvento, quello che venne in seguito riconosciuto dalla Chiesa e chiamato con il nome di litanie lauretane. Le litanie lauretane furono aggiunte alla recita del rosario da papa Pio V dopo la vittoria della Lega Santa a Lepanto. Per lungo tempo si era ritenuto che la prima stampa delle litanie lauretane fosse del 1576, un libretto scritto ad uso dei pellegrini alla santa Casa di Loreto; successivamente venne ritrovato un libro di preghiere dal titolo Litania loretana, pubblicato a Dillingen (Baviera) nel 1558. Il formulario venne approvato dal papa Sisto V con la bolla Reddituri dell’11 luglio 1587, che, su istanza dell'Ordine dei carmelitani scalzi, concesse 200 giorni d'indulgenza ai fedeli che le avrebbero recitate; l'indulgenza fu confermata da Benedetto XIII con un decreto della Sacra Congregazione delle indulgenze (12 gennaio 1728) e da Clemente XIII.
Per porre fine alla pluralità dei formulari litanici, talora discutibili e contenenti affermazioni erronee, i quali venivano usati pubblicamente (ne sono stati contati sessanta), il 6 settembre 1601 con il decreto del Sant'Ufficio Quoniam multi papa Clemente VIII proibì la recita pubblica di tutte le litanie, tranne quelle lauretane, e quelle dei santi; Inoltre, dispose che per il futuro la competenza per qualsiasi modifica è demandata alla Sacra Congregazione dei Riti, prescrizione tuttora in vigore. L'applicazione del decreto fu abbastanza rapida, ma non mancarono difficoltà, tant'è che nel 1606 il vescovo di Loreto e Recanati Rutilio Benzoni rinnovò il divieto di usare al santuario qualsiasi altra litania al di fuori di quelle a lui approvate, richiamandosi alla disposizione romana, e con decreto del 1631 e la bolla in Supremo di papa Alessandro VII del 28 maggio 1664 era severamente vietato apportare aggiunte alle litanie della beata Vergine Maria, e ancora nel 1740 Benedetto XIV pose all'Indice qualunque litania ad eccezione delle litanie lauretane e di quelle dei santi.
Dagli inizi del secolo XVII ai nostri giorni, con l'espressione litanie della Vergine s'intendono le litanie lauretane. Intanto, a Roma il canto delle litanie di Loreto nei sabati e nelle feste della Madonna fu introdotto nel 1597 nella Basilica di Santa Maria Maggiore per disposizione testamentaria del cardinale Francisco de Toledo Herrera (morto nel 1596 e sepolto nella basilica). Nel 1615 con la bolla Immensae bonitatis papa Paolo V ordinò che fossero cantate il sabato e nelle vigilie e feste della Madonna dopo compieta, "le littanie della Madonna con la Salve Regina ... a doi chori con canto figurato" nella cappella Borghese, da lui fatta edificare all'interno della basilica liberiana. Come risultato di questo esempio, le litanie lauretane cominciarono ad essere usate in tutte le chiese di Roma, uso che continua oggigiorno. Per i Servi di Maria un decreto del generale F. Ferrari del 22 agosto 1604 prescrisse la recita quotidiana delle litanie, che al sabato, giorno dedicato alla Vergine, dovevano essere cantate. Nel 1615, a Bologna, il capitolo generale dei Domenicani stabilì che al sabato le litanie siano cantate; lo stesso uso si ritrova presso le «congregazioni mariane» ed analoghe disposizioni vennero adottate dai Carmelitani. In questo modo l'uso divenne universale con l'eccezione di Venezia, dove nella Basilica Ducale di San Marco si continuarono ad usare le litanie cosiddette "veneziane" fino al 1820, e del Perù, dove nel 1592 venne introdotto per disposizione del vescovo san Turibio Alfonso de Mongrovejo un formulario proprio, che, con la bolla De salute Dominici gregis del 3 dicembre 1605, fu indulgenziato da papa Paolo V.
Un momento importante nella storia delle litanie lauretane è stato il loro inserimento nell'Appendice della nuova edizione del Rituale Romanum del 29 marzo 1874. Il motivo dell'inserimento fu di ordine pratico: riunire in un unico volume i testi di uso più frequente nel ministero sacerdotale. Così il testo delle litanie lauretane, favorito dalla fama del santuario di Loreto e dagli interventi dei pontefici, è diventato una delle preghiere più popolari alla Vergine.

### Le invocazioni aggiunte alle litanie

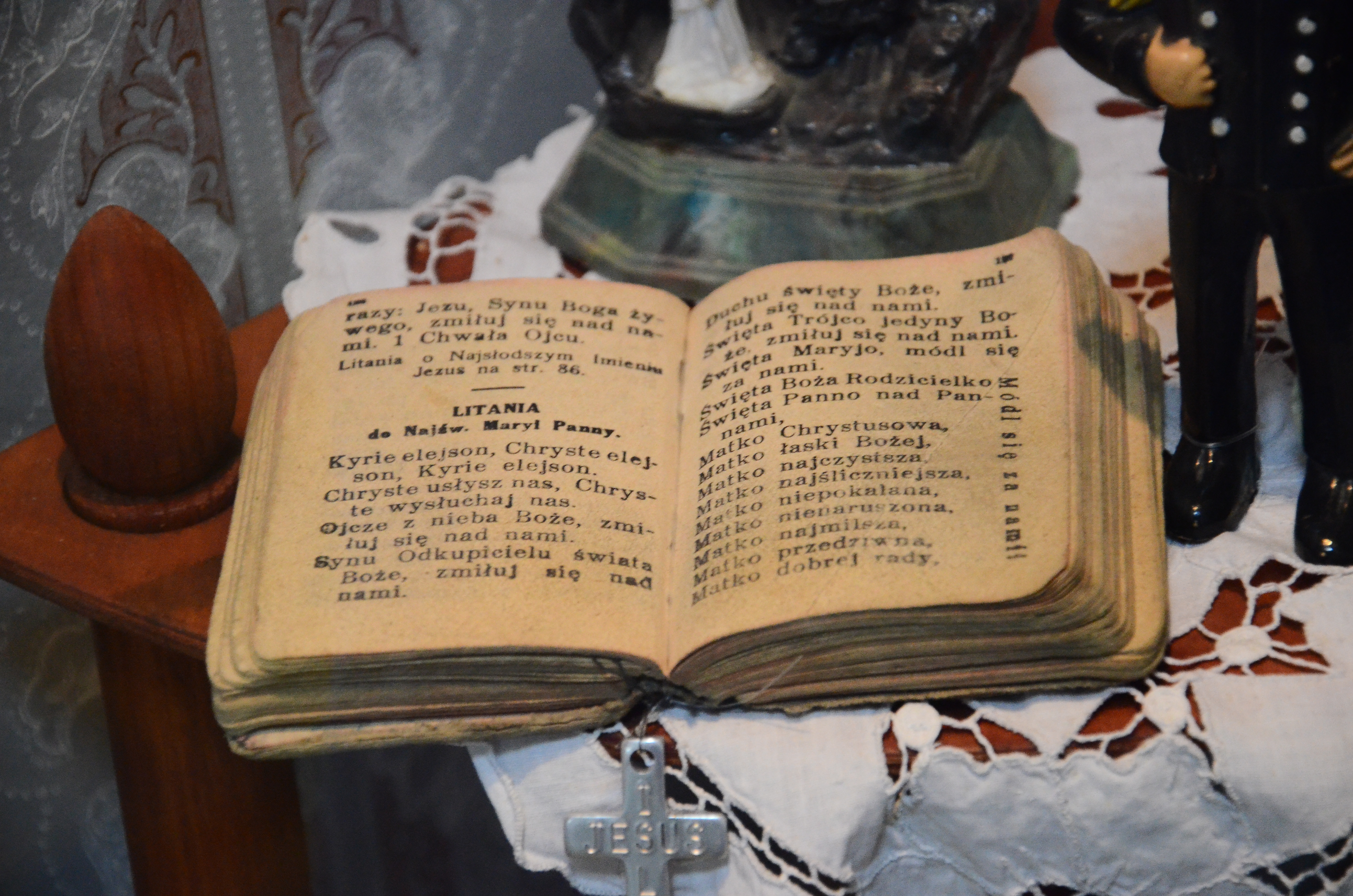
Le litanie lauretane in polacco, contenute in un libro di preghiere esposto al Museo etnografico di Crimea, a Sinferopoli.

I decreti della Sacra Congregazione dei Riti (1631, 1821, 1839) vietano di apportare qualsiasi aggiunta alle litanie lauretane, senza l’esplicita autorizzazione della Sede Apostolica.
Nel corso dei secoli il formulario delle litanie lauretane si arricchisce progressivamente: dalle 44 invocazioni mariane del primo testo pubblicato a Firenze dopo il 1572 nella Nuova dichiarazione della Santa Casa, oggi le invocazioni sono diventate 54, per le aggiunte che dogmi ed occasioni particolari hanno determinato, non considerando il titolo Mater immaculata concesso solo per la Spagna e i suoi possedimenti e le concessioni per singole diocesi o od ordini religiosi per cui possono aggiungere nelle loro chiese od oratori delle invocazioni particolari come per i francescani: Regina Ordinis Minorum e per i carmelitani Mater et decor Carmeli:
- il titolo Auxilium christianorum compare nel 1576[21] in un libretto scritto ad uso dei pellegrini alla santa Casa di Loreto;[23] tale titolo ricorda la vittoria di Lepanto (7 ottobre 1571) per raggiungere la quale il papa Pio V aveva invocato l'aiuto della Madonna, per cui la sesta lezione del Mattutino della festa dell'Ausiliatrice nel Breviarium Romanum (24 maggio) attribuiva a tale pontefice l'aggiunta di questa invocazione alle litanie lauretane;[24] questa tesi è confutata, perché non è storicamente dimostrato che Pio V abbia aggiunto quest'invocazione;[21][25][26]
- dopo che con la bolla Quantum ornamenti del 25 dicembre 1760 papa Clemente XIII, su richiesta delle cortes e del re di Spagna Carlo III, aveva proclamato l'Immacolata patrona del Regno di Spagna e il 16 gennaio 1761 lo stesso re aveva firmato il decreto-legge con cui istituiva l'Immacolata patrona di tutti i suoi regni,[27] lo stesso papa il 12 settembre 1767 concesse per tutto l'Impero spagnolo[28] di aggiungere alle litanie lauretane il titolo Mater immaculata, titolo che venne inserito dopo quello di Mater intemerata.[29][30]
- Regina sanctorum omnium fu aggiunta da papa Pio VII quando tornò a Roma dopo la sua lunga prigionia per ordine di Napoleone (1814);[31]
- Regina sine labe originali concepta fu concessa da Gregorio XVI (1831-1846) a partire dal 1839 ad alcune diocesi;[21] Pio IX (1846-1878) la concesse nel 1846 all'arcidiocesi di Malines e, dopo la definizione del dogma dell'Immacolata Concezione (8 dicembre 1854),[28] la Sacra Congregazione dei Riti con vari rescritti autorizzò molte diocesi a fare l'aggiunta, così che in breve tempo essa divenne pratica universale (l'aggiunta non divenne obbligatoria durante il pontificato di Pio IX, tant'è che è indicata come facoltativa per le diocesi che hanno ottenuto l'indulto apostolico nel Rituale Romanum del 1881;[32]
- papa Leone XIII il 24 dicembre 1883[33] aggiunse Regina sacratissimi Rosarii, consigliando la recita del rosario per il mese di ottobre; infatti è durante questo mese che la Chiesa cattolica festeggia la Madonna del Rosario, la cui memoria cade il 7 ottobre, anniversario della battaglia di Lepanto; in realtà questa invocazione era già in uso presso i Domenicani (compare per la prima volta in stampa in un breviario domenicano del 1614);[34] e nel 1675, un decreto della Congregazione dei Riti aveva permesso alla Confraternita del Rosario di aggiungere l'invocazione alle litanie;[31][35]
- il 22 aprile 1903 lo stesso Leone XIII introdusse Mater boni consilii come omaggio al santuario di Genazzano (Roma), vicino al suo paese natale;[28] una simile invocazione Mater veri consilli si trovava in formulari antichi delle litanie[36], ad esempio quelli in uso nella Basilica di San Marco a Venezia;[35]
- Benedetto XV il 16 dicembre 1915, in seguito ad una petizione di diversi vescovi, clero e fedeli, concesse agli Ordinari la facoltà di aggiungere Regina pacis nelle proprie diocesi per implorare la pace finché fosse durata la Prima guerra mondiale,[28][37] successivamente, il 5 maggio 1917, la rese obbligatoria in perpetuo per tutta la Chiesa latina a decorrere dal 1º giugno 1917;[38]
- Regina in caelum assumpta fu introdotta da Pio XII il 31 ottobre 1950, il giorno prima della proclamazione del dogma dell'Assunzione di Maria Vergine al Cielo;[28][39]
- il 13 marzo 1980 papa Giovanni Paolo II concesse alle singole Conferenze Episcopali di inserire il titolo Mater Ecclesiae nelle litanie lauretane; l'invocazione è stata poi recepita nelle litanie lauretane per tutta la Chiesa latina; si ricorda che già Paolo VI il 21 novembre 1964, a conclusione della terza Sessione del Concilio Vaticano II, aveva dichiarato la beata Vergine Maria «Madre della Chiesa»,[40] e poi aveva richiamato lo stesso appellativo nell'allocuzione pronunciata durante l'ultima sessione pubblica del Concilio Vaticano II, il 7 dicembre 1965;[41]
- Regina familiae fu introdotta dallo stesso Giovanni Paolo II il 31 dicembre 1995, festa della Santa Famiglia,[42] in risposta a una petizione a lui rivolta a conclusione del VII Centenario lauretano;[39]
- Mater misericordiae, Mater spei e Solacium migrantium sono state aggiunte da Francesco il 20 giugno 2020,[43] in occasione della Festa del Cuore Immacolato di Maria.[44][45] Il titolo Mater misericordiae, citato da Giovanni Paolo II nell'enciclica Dives in Misericordia, n. 9 (30 novembre 1980),[46] era già entrato nelle litanie lauretane, sebbene non ufficialmente, tant'è che era stato inserito nel testo delle litanie pubblicato dalla Santa Sede al termine del gruppo delle invocazioni che iniziano con Mater,[47] come compare ancora nel web in qualche sito non aggiornato.[48]

## Struttura
La struttura delle litanie lauretane è analoga a quella delle più antiche litanie dei santi. In generale, nelle litanie l'inizio è costituito da invocazioni a Cristo, Signore, seguite da quelle alla Santissima Trinità; il corpo centrale è costituito dalle invocazioni caratterizzanti la litania (titoli delle Divine Persone, della beata Vergine Maria o dei santi), cui fa seguito una conclusione specifica.
Nelle litanie lauretane l'inizio è composto di 3 invocazioni al Cristo Signore (Kyrie), a cui fanno seguito 6 invocazioni alle Persone Divine che nel nuovo Benedizionale sono omesse, mentre figurano ancora nel sito della Santa Sede. Il corpo centrale è costituito dalle invocazioni mariane, attualmente 54. Segue la triplice invocazione all'Agnus Dei (= Agnello di Dio). Il Benedizionale non prevede nulla dopo le invocazioni all'Agnus Dei, mentre il sito del Vaticano riporta un'orazione preceduta da un versetto, prima della riforma liturgica nel Rituale Romanum vi erano quattro versetti e orazioni da usare secondo i diversi tempi liturgici. Secondo la tradizione, prima dell'orazione vi può essere un'antifona mariana. Nei vari libri di devozione si riscontrano diverse modalità di conclusione, talvolta ripresi in internet da privati.
Nella redazione attuale figurano 54 invocazioni alla Vergine Maria: essa viene invocata con titoli che traggono origine sia da formule devozionali sia da figure bibliche tradizionalmente associate a Maria: Mater, Virgo, Vas e Regina sono i titoli maggiormente presenti. Si possono distinguere sei gruppi:
- tre invocazioni iniziali, che derivano direttamente dalle Litanie dei santi;
- un gruppo di quattordici invocazioni che sviluppano il termine Mater (= Madre), di cui alcune sottolineano il ruolo di Maria nella storia della salvezza e altre sono di tono encomiastico;
- un gruppo di altre sei invocazioni che sono rivolte a Maria Vergine e ne esaltano le virtù;
- tredici invocazioni di un successivo gruppo che riuniscono titoli desunti dalla Bibbia e applicati a Maria (Arca dell'Alleanza, Sede della Sapienza, ecc.) con altri di origine patristica (Dimora consacrata a Dio, Torre della santa città di Davide, ecc.);
- un gruppo di cinque invocazioni in cui la Vergine è invocata come aiuto per i suoi figli, soprattutto per i peccatori, e come sorgente di consolazione per i miseri, gli afflitti, gli infermi (Rifugio dei peccatori, Consolatrice degli afflitti, ecc.);
- infine, un gruppo di tredici invocazioni che si svolge attorno al termine Regina con cui la Vergine è invocata per l'eccellenza della sua santità e per l'adesione alla volontà del Signore.

Questi sei gruppi si trovano nei formulari medievali, i quali presentano in più un gruppo di invocazioni radunate intorno al termine Magistra (= Maestra): Magistra humilitatis, Magistra sanctitatis, Magistra oboedientiae, Magistra poenitentiae.

## Indulgenze
Fino alla riforma delle indulgenze adottata da papa Paolo VI nel 1967 per le litanie lauretane valevano le seguenti concessioni:
(Giuseppe Riva, Manuale di Filotea, p. 482)
(Lessage, Marsili (1956), p. 234)
Attualmente è concessa soltanto l'indulgenza parziale.
Da notare che come per tutte le indulgenze, anche quella per la recita delle litanie la concessione è data per i testi approvati dalla Santa Sede, quindi per i testi in lingua volgare è necessario che siano approvati dalle Conferenze episcopali e successivamente confermati della Congregazione per il Culto Divino e la Disciplina dei Sacramenti, prassi in atto nell'attuale periodo postconciliare. Pertanto le traduzioni che circolavano nei manuali di devozione prima dell'attuale prassi erano da intendersi come versioni conoscitive, eventualmente per la recita privata, ma per ottenere l'indulgenza le litanie dovevano essere recitate in latino. Sempre ai fini dell'acquisto dell'indulgenza le litanie vanno recitate integralmente:
(Lessage, Marsili (1956), p. 234)
Per disposizione di Pio XII del 4 ottobre 1949, l'uso di un versetto e di un'orazione conclusiva diversa da quanto previsto per i vari tempi liturgici può essere fatto senza pregiudizio per il conseguimento dell'indulgenza.
Come per tutte le Indulgenze, per ottenere il dono dell'indulgenza parziale per la recita delle litanie è necessario essere in stato di grazia; l'indulgenza è applicabile a sé stessi o alle anime dei defunti, ma non è applicabile ad altre persone viventi sulla terra.

## Celebrazione
Le litanie sono recitate o cantate in forma alternata tra la guida e l'assemblea. Esse hanno una natura ripetitiva: la guida enuncia l'invocazione a cui risponde l'assemblea: nelle formule rivolte a Cristo all'inizio delle litanie si ripete la stessa invocazione enunciata, in quelle rivolte alla Santissima Trinità si risponde miserere nobis / abbi pietà di noi, alle invocazioni mariane si risponde ora pro nobis / prega per noi, tradizionalmente, ma non obbligatoriamente, se le litanie sono celebrate a suffragio di uno o più defunti, invece di dire ora pro nobis, a seconda del caso, si dice ora pro eis / prega per loro, ora pro eo / prega per lui ora pro ea / prega per lei. Alle invocazioni all'Agnello di Dio, si risponde alla prima parce nobis, Domine / perdonaci, o Signore, alla seconda exaudi nos, Domine / ascoltaci, o Signore, alla terza miserere nobis / abbi pietà di noi; nelle celebrazioni per uno o più defunti invece di queste risposte si usavano le stesse risposte che si dicevano all'Agnus Dei della Messa da morto prima della riforma liturgica, senza modificarle nel caso di un solo defunto: alle prime due invocazioni dona eis requiem (= dono a loro il riposo), alla terza dona eis requiem sempiternam (= dona a loro il riposo eterno). Quest'uso non è più previsto.
Il Benedizionale propone due melodie per il canto delle litanie in latino e altre due per il canto in italiano.

## Testi in uso
Qui di seguito si riportano il testo ufficiale delle litaniae lauretanae in latino in uso attualmente con l'aggiunta delle invocazioni inserite successivamente alla pubblicazione del Benedizionale, delle antifone mariane e delle orazioni conclusive e successivamente la corrispondente versione italiana delle litanie, come risulta nel sito della Santa Sede con l'aggiunta delle antifone mariane e di alcune orazioni conclusive alternative, corrispondenti al testo latino. Il Benedizionale non riporta alcune invocazioni, le antifone mariane e le orazioni conclusive, il sito della Santa Sede riporta una sola orazione conclusiva senza le antifone, ma gli stessi pontefici, quando le litanie seguono il rosario, usano l'orazione specifica tradizionale. Non ci sono disposizioni obbligatorie rispetto all'uso di antifone e orazioni per cui valgono le consuetudini e le disposizioni delle Autorità ecclesiastiche. Per questo motivo si riportano le varie preghiere in uso.
Per quanto riguarda la versione italiana dei titoli mariani, in alcuni casi non si tratta di traduzioni letterali, ma dell'uso di espressioni che rendono meglio il senso del titolo latino per i fedeli di oggi. Così, a Mater inviolata corrisponde "Madre sempre vergine", a Mater intemerata "Madre immacolata", a Mater amabilis "Madre degna d'amore", a Virgo veneranda "Vergine degna di lode", a Speculum iustitiae "Specchio di perfezione", a Causa nostrae laetitiae "Fonte della nostra gioia", a Vas spirituale "Tempio dello Spirito Santo" (precedentemente "Vaso dello Spirito Santo", colmato di grazia a Vas honorabile "Tabernacolo dell'eterna gloria", a Vas insigne devotionis "Dimora consacrata a Dio", a Turris Davidica "Torre della santa città di Davide", a Turris eburnea "Fortezza inespugnabile", a Domus aurea "Santuario della divina presenza"; per Virgo prudentissima l'espressione "Vergine prudente" è stata giudicata sufficiente per indicare la virtù della prudenza praticata da Maria; per Regina Confessorum l'espressione "Regina dei confessori della fede" indica che si tratta dei santi che hanno subito persecuzioni confessando la fede e non i sacerdoti confessori; per Regina sine labe originali concepta l'espressione "Regina concepita senza peccato" è stata giudicata esauriente perché sottintende che si tratta del peccato originale.

### I. Invocazioni a Cristo, Signore
Le prime tre invocazioni sono in lingua greca e costituiscono il Kyrie. Se la celebrazione è in lingua italiana per queste prime tre invocazioni si può scegliere la versione italiana oppure l'originale greco.
Christe, eleison. ℟. Christe, eleison.
Kyrie, eleison. ℟. Kyrie, eleison.
Christe, audi nos. ℟. Christe, audi nos.
Christe, exaudi nos. ℟. Christe, exaudi nos.»
Cristo, pietà. ℟ Cristo, pietà.
Signore, pietà. ℟ Signore, pietà.
Oppure:
Kyrie, eleison. ℟. Kyrie, eleison.
Christe, eleison. ℟. Christe, eleison.
Kyrie, eleison. ℟. Kyrie, eleison.
Cristo, ascoltaci. ℟ Cristo, ascoltaci.
Cristo, esaudiscici. ℟ Cristo, esaudiscici.»
Nota
Le due ultime invocazioni e quelle seguenti rivolte alla Santissima Trinità, in uso da secoli, sono state omesse nel «Benedizionale», ma sono rimaste tuttavia in uso, tant'è che compaiono ancora nel sito della Santa Sede.

### II. Invocazioni alla Santissima Trinità
Fili, Redemptor mundi, Deus, ℟. miserere nobis.
Spiritus Sancte, Deus, ℟. miserere nobis.
Sancta Trinitas, unus Deus, ℟. miserere nobis.»
Figlio, Redentore del mondo, che sei Dio, ℟ abbi pietà di noi.
Spirito Santo, che sei Dio, ℟ abbi pietà di noi.
Santa Trinità, unico Dio, ℟ abbi pietà di noi.»

### III. Invocazioni alla Madonna
Alle invocazioni si risponde: ora pro nobis / prega per noi. Se le litanie concludono un rosario recitato a suffragio di uno o più defunti, in luogo della risposta ora pro nobis, secondo le circostanze, l'uso tradizionale prevede di dire ora pro eis / prega per loro, ora pro eo / prega per lui, ora pro ea / prega per lei. Tale uso non è più riportato nel nuovo «Benedizionale».
Sancta Dei Genitrix, ℟ ora pro nobis.
Sancta Virgo virginum, ℟ ora pro nobis.
Mater Christi, ℟ ora pro nobis.
Mater Ecclesiae, ℟ ora pro nobis
Mater misericordiae, ℟ ora pro nobis.
Mater divinae gratiae, ℟ ora pro nobis.
Mater spei, ℟ ora pro nobis.
Mater purissima, ℟ ora pro nobis.
Mater castissima, ℟ ora pro nobis.
Mater inviolata, ℟ ora pro nobis.
Mater intemerata, ℟ ora pro nobis.
Mater amabilis, ℟ ora pro nobis
Mater admirabilis, ℟ ora pro nobis.
Mater boni consilii, ℟ ora pro nobis.
Mater Creatoris, ℟ ora pro nobis.
Mater Salvatoris, ℟ ora pro nobis.
Virgo prudentissima, ℟ ora pro nobis.
Virgo veneranda, ℟ ora pro nobis.
Virgo praedicanda, ℟ ora pro nobis.
Virgo potens, ℟ ora pro nobis.
Virgo clemens, ℟ ora pro nobis.
Virgo fidelis, ℟ ora pro nobis.
Speculum iustitiae, ℟ ora pro nobis.
Sedes sapientiae, ℟ ora pro nobis.
Causa nostrae laetitiae, ℟ ora pro nobis.
Vas spirituale, ℟ ora pro nobis.
Vas honorabile, ℟ ora pro nobis.
Vas insigne devotionis, ℟ ora pro nobis.
Rosa mystica, ℟ ora pro nobis.
Turris Davidica, ℟ ora pro nobis.
Turris eburnea, ℟ ora pro nobis.
Domus aurea, ℟ ora pro nobis.
Foederis arca, ℟ ora pro nobis.
Ianua coeli, ℟ ora pro nobis.
Stella matutina, ℟ ora pro nobis.
Salus infirmorum, ℟ ora pro nobis.
Refugium peccatorum, ℟ ora pro nobis.
Solacium migrantium, ℟ ora pro nobis.
Consolatrix afflictorum, ℟ ora pro nobis.
Auxilium Christianorum, ℟ ora pro nobis.
Regina Angelorum, ℟ ora pro nobis.
Regina Patriarcharum, ℟ ora pro nobis.
Regina Prophetarum, ℟ ora pro nobis.
Regina Apostolorum, ℟ ora pro nobis.
Regina Martyrum, ℟ ora pro nobis.
Regina Confessorum, ℟ ora pro nobis.
Regina Virginum, ℟ ora pro nobis.
Regina Sanctorum omnium, ℟ ora pro nobis.
Regina sine labe originali concepta, ℟ ora pro nobis.
Regina in caelum assumpta, ℟ ora pro nobis.
Regina sacratissimi Rosarii, ℟ ora pro nobis.
Regina familiae, ℟ ora pro nobis.
Regina pacis, ℟ ora pro nobis.»
Santa Madre di Dio, ℟ prega per noi.
Santa Vergine delle vergini, ℟ prega per noi.
Madre di Cristo, ℟ prega per noi.
Madre della Chiesa, ℟ prega per noi.
Madre della misericordia, ℟ prega per noi.
Madre della divina grazia, ℟ prega per noi.
Madre della Speranza, ℟ prega per noi.
Madre purissima, ℟ prega per noi.
Madre castissima, ℟ prega per noi.
Madre sempre vergine, ℟ prega per noi.
Madre immacolata, ℟ prega per noi.
Madre degna d'amore, ℟ prega per noi.
Madre ammirabile, ℟ prega per noi.
Madre del buon consiglio, ℟ prega per noi.
Madre del Creatore, ℟ prega per noi.
Madre del Salvatore, ℟ prega per noi.
Vergine prudente, ℟ prega per noi.
Vergine degna di onore, ℟ prega per noi.
Vergine degna di lode, ℟ prega per noi.
Vergine potente, ℟ prega per noi.
Vergine clemente, ℟ prega per noi.
Vergine fedele, ℟ prega per noi.
Specchio di perfezione, ℟ prega per noi.
Sede della Sapienza, ℟ prega per noi.
Fonte della nostra gioia, ℟ prega per noi.
Tempio dello Spirito Santo, ℟ prega per noi.
Tabernacolo dell'eterna gloria, ℟ prega per noi.
Dimora consacrata a Dio, ℟ prega per noi.
Rosa mistica, ℟ prega per noi.
Torre della santa città di Davide, ℟ prega per noi.
Fortezza inespugnabile, ℟ prega per noi.
Santuario della divina presenza, ℟ prega per noi.
Arca dell'alleanza, ℟ prega per noi.
Porta del cielo, ℟ prega per noi.
Stella del mattino, ℟ prega per noi.
Salute degli infermi, ℟ prega per noi.
Rifugio dei peccatori, ℟ prega per noi.
Conforto dei migranti, ℟ prega per noi.
Consolatrice degli afflitti, ℟ prega per noi.
Aiuto dei cristiani, ℟ prega per noi.
Regina degli angeli, ℟ prega per noi.
Regina dei patriarchi, ℟ prega per noi.
Regina dei profeti, ℟ prega per noi.
Regina degli Apostoli, ℟ prega per noi.
Regina dei martiri, ℟ prega per noi.
Regina dei confessori della fede, ℟ prega per noi.
Regina delle vergini, ℟ prega per noi.
Regina di tutti i Santi, ℟ prega per noi.
Regina concepita senza peccato, ℟ prega per noi.
Regina assunta in cielo, ℟ prega per noi.
Regina del rosario, ℟ prega per noi.
Regina della famiglia, ℟ prega per noi.
Regina della pace, ℟ prega per noi.»

### IV. Invocazioni a Cristo, Agnello di Dio
℟ parce nobis, Domine.
Agnus Dei, qui tollis peccata mundi,
℟ exaudi nos, Domine.
Agnus Dei, qui tollis peccata mundi,
℟ miserere nobis.»
℟ perdonaci, o Signore.
Agnello di Dio che togli i peccati del mondo,
℟ ascoltaci, o Signore.
Agnello di Dio che togli i peccati del mondo,
℟ abbi pietà di noi.»
Fin qui il testo ufficiale pubblicato nel «Benedizionale». Secondo gli usi locali seguono la recita o il canto di una delle due seguenti antifone mariane e la conclusione da parte della guida.

### V. Antifona mariana
L'uso tradizionale prevede una delle due seguenti antifone mariane:
Oppure:
Sancta Maria, succurre miseris, iuva pusillanimes, refove flebiles, ora pro populo, interveni pro clero, intercede pro devoto femineo sexu; sentiant omnes tuum iuvamen quicumque celebrant tuum sanctum patrocinium.»
Oppure:
Santa Maria, soccorri i miseri, aiuta i deboli, conforta gli afflitti, prega per il popolo, intervieni per il clero, intercedi per tutte le donne devote: sperimentino il tuo aiuto coloro che ti onorano.»

### VI. Conclusione
Si usa concludere con una delle orazioni seguenti, precedute dal versetto indicato:
℟. Ut digni efficiamur promissionibus Christi.
Oremus. Concede nos famulos tuos, quaesumus, Domine Deus, perpetua mentis et corporis sanitate gaudere: et, gloriosa beatae Mariae semper Virginis intercessione, a praesenti liberari tristitia, et aeterna perfrui laetitia.
Per Christum Dominum nostrum. ℟ Amen.»
℟. E saremo degni delle promesse di Cristo.
Preghiamo. Concedi ai tuoi figli, Signore Dio nostro, di godere sempre la salute del corpo e dello spirito, e, per la gloriosa intercessione di Maria santissima, sempre vergine, salvaci dai mali che ora ci rattristano e guidaci alla gioia senza fine.
Per Cristo nostro Signore. ℟ Amen.»
Oppure, quando le litanie concludono il Rosario:
℟. Ut digni efficiamur promissionibus Christi.
Deus, cuius Unigenitus per vitam, mortem et resurrectionem suam, nobis salutis aeternae praemia comparavit: concede quaesumus; ut haec Mysteria Sanctissimo Beatae Mariae Virginis Rosario recolentes, et imitemur quod continent, et quod promittunt assequamur. Per eúndem Christum Dominum nostrum. ℟. Amen.»
℟. E saremo degni delle promesse di Cristo.
Preghiamo. O Dio, il tuo unico Figlio Gesù Cristo ci ha procurato i beni della salvezza eterna con la sua vita, morte e risurrezione: a noi che, con il santo Rosario della beata Vergine Maria, abbiamo meditato questi misteri concedi di imitare ciò che essi contengono e di raggiungere ciò che promettono. Per Cristo nostro Signore. ℟ Amen.»
Conclusione tradizionale alternativa per tutto l'anno:
℟. Ut digni efficiamur promissionibus Christi.
Oremus. Gratiam tuam quaesumus, Domine, mentibus nostris infunde, ut qui, Angelo nuntiante, Christi Filii tui incarnationem cognovimus, per passionem eius et crucem, ad resurrectionis gloriam perducamur. Per eundem Christum Dominum nostrum. ℟. Amen.»
℟. E saremo degni delle promesse di Cristo.
Preghiamo. Infondi nel nostro spirito la tua grazia, o Padre; tu, che all'annunzio dell'angelo ci hai rivelato l'incarnazione del tuo Figlio, per la sua passione e la sua croce, guidaci alla gloria della risurrezione. Per Cristo nostro Signore. ℟ Amen.[70]»
Conclusioni tradizionali per i vari periodi dell'anno in luogo della prima conclusione qui sopra riportata e lasciata per il periodo dalla Purificazione della beata Vergine Maria (2 febbraio) fino a tutta la Quaresima e poi per il periodo dopo Pasqua fino all'Avvento escluso.
Per i vari periodi dell'anno, tradizionalmente sono previste le seguenti conclusioni in luogo della prima conclusione qui sopra riportata e lasciata per il periodo dalla Purificazione fino a tutta la Quaresima e poi per il periodo dopo Pasqua fino all'Avvento escluso.
Per il Tempo di Avvento:
℟. Et concepit de Spiritu Sancto.
Oremus. Deus, qui de beatae Mariae Virginis utero Verbum tuum, Angelo nuntiante, carnem suscipere voluisti: praesta supplicibus tuis; ut, qui vere eam Genitricem Dei credimus, eius apud te intercessionibus adiuvemur. Per Christum Dominum nostrum. ℟. Amen.»
℟. Ed ella concepì per opera dello Spirito Santo.
Preghiamo. O Dio, che hai voluto che il tuo Verbo, secondo l’annuncio dell’Angelo, si incarnasse nel grembo della Beata Vergine Maria: a noi che Ti supplichiamo concedi di essere aiutati dalle intercessioni che Ti rivolge colei che crediamo essere vera Genitrice di Dio. Per Cristo nostro Signore. ℟ Amen.»
Da Natale fino al 1º febbraio, vale a dire fino alla festa della Purificazione della beata Vergine Maria esclusa:
℟. Dei Genetrix, intercede pro nobis.
Oremus. Deus, qui salutis aeternae, beatae Mariae virginitate fecunda, humano generi praemia praestitisti: tribue, quaesumus; ut ipsam pro nobis intercedere sentiamus, per quam meruimus auctorem vitæ suscipere, Dominum nostrum Iesum Christum Filium tuum. ℟. Amen.»
℟. O Madre di Dio, intercedi per noi.
Preghiamo. O Dio, che hai elargito i beni della salvezza eterna al genere umano con la feconda verginità della beata Maria: concedici, ti preghiamo, di sentire che ella intercede per noi, lei, grazie alla quale abbiamo meritato di accogliere l’autore della vita, Gesù Cristo, Figlio tuo e Signore nostro. ℟. Amen.»
Per il Tempo di Pasqua:
℟. Quia surrexit Dominus vere, alleluia.
Oremus. Deus, qui per resurrectionem Filii tui, Domini nostri Iesu Christi, mundum laetificare dignatus es: praesta, quaesumus: ut, per eius Genitricem Virginem Mariam, perpetuae capiamus gaudia vitae. Per eundem Christum Dominum nostrum. ℟. Amen.»
℟. Il Signore è veramente risorto, alleluia.
Preghiamo. O Dio che nella gloriosa risurrezione del tuo Figlio hai ridato la gioia al mondo intero, per intercessione di Maria Vergine concedi a noi di godere la gioia della vita senza fine. Per Cristo nostro Signore. ℟. Amen.»

## Le litanie lauretane nella musica
- Wolfgang Amadeus Mozart visitò la Santa Casa di Loreto nel luglio 1770; nel maggio del 1771 compose le Litaniae Lauretanae (K 109K 74e);[73] nel marzo del 1772 compose le Litaniae Lauretanae (K195 Q);
- Johann Simon Mayr compose le Litaniae Lauretanae (in La maggiore);
- Jan Dismas Zelenka, Joseph Auer compose le Lauretanische Litanei (1890);
- Johann Evangelist Habert compose le Litaniae Lauretanae (in La maggiore), N°2 (1877);
- Johann Stamitz compose le Litaniae Lauretanae (in Do maggiore) per un voce sola, coro e orchestra;
- Johann Adolph Hasse compose alcune Litanie loretane;
- Karl Ditters von Dittersdorf compose delle Litaniae Lauretanae (in Re maggiore);
- Palestrina, De la Lande, Charpentier, Poulenc, Tomás Luis de Victoria, Paul Damance, Henri Du Mont, Charles d'Ambleville) composero ugualmente delle litanie per la Vergine o per la Vergine nera, ma non specificamente in onore della Vergine Loretana.

## Le litanie lauretane nell'arte

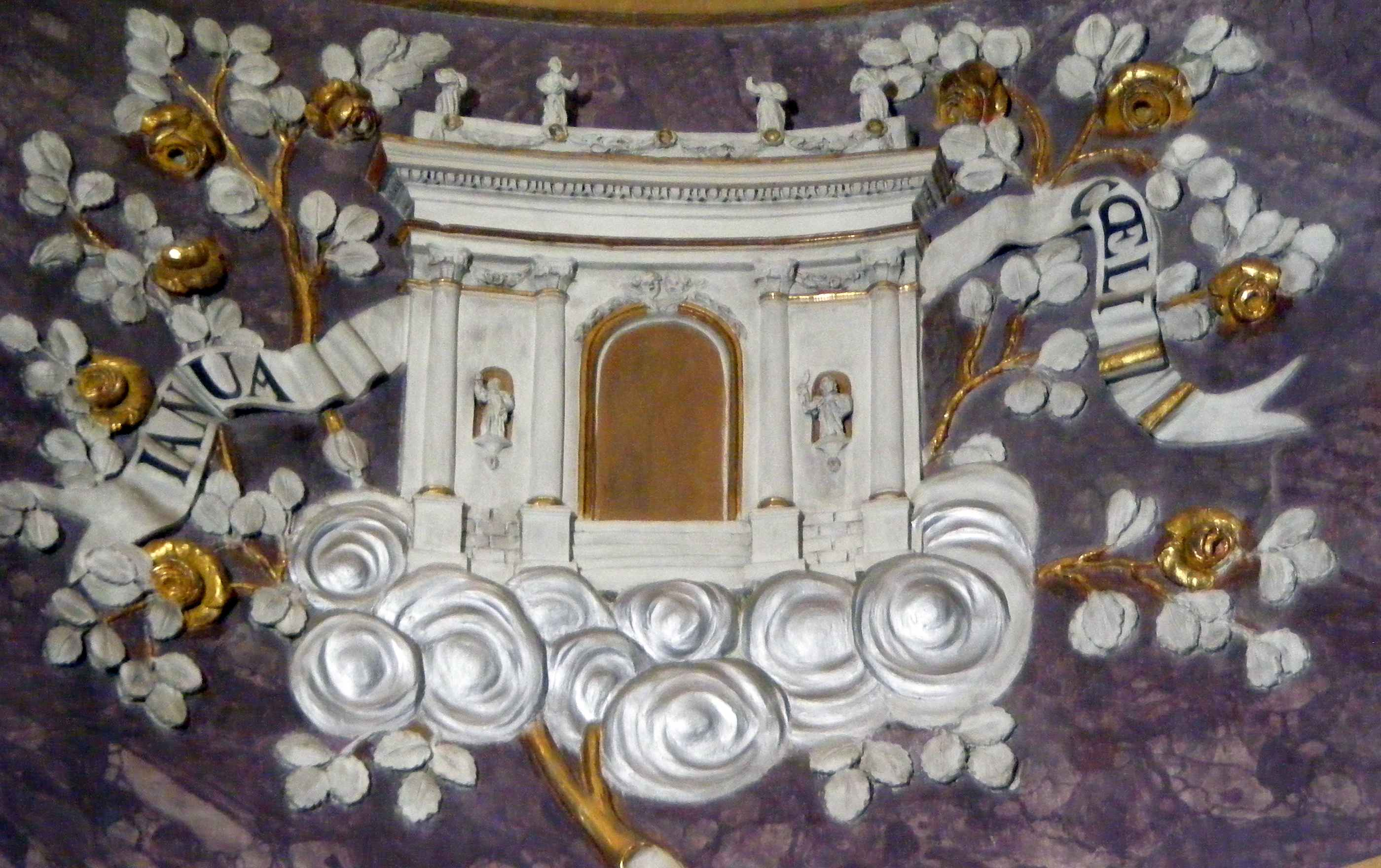
Ianua coeli, particolare della volta della parrocchiale di Pavone Canavese (Torino).

Le litanie lauretane o singole invocazioni mariane nei secoli e in ogni parte del mondo hanno trovato espressione nell'architettura di chiese, altari, statue e particolari architettonici di edifici di culto.
Nella seconda metà del XVIII secolo sono state magistralmente raffigurate dagli incisori tedeschi Sebastian e Johann Baptist Klauber che realizzarono 51 tavole, ognuna delle quali fa riferimento ad un'invocazione mariana. Rarissimo è trovare la serie integra in quanto le preziose tavole rilegate vengono tuttora spesso smembrate e vendute singolarmente per puri fini di lucro essendo queste molto ricercate per la loro qualità incisoria ed inventiva. Questo autentico capolavoro era all'epoca piuttosto raro e non molto conosciuto. Con l'obiettivo di diffondere questo magnifico monumento dell'arte dell'incisione in onore della Vergine Maria verso la fine degli anni '40 dell'Ottocento, a Parigi, si decise di intraprendere la riproduzione di questa serie, arricchita da tutti i perfezionamenti tecnici nel frattempo sopraggiunti. Molte tavole furono realizzate dall'incisore Pierre-Adolphe Varin (1821-1897), allievo di Rouargue il Vecchio e discendente di una famiglia di abili incisori di paesaggi e di architetture.

## Altre litanie mariane
Le litanie lauretane non sono le uniche litanie alla Vergine:
- nei libri liturgici, oltre alle litanie lauretane si trovano anche le litanie per il rito dell'incoronazione dell'immagine della beata Vergine Maria;[77][78]

tra le altre litanie mariane si ricordano:
- il gruppo delle litanie prelauretane, non più in uso;[80]
- le antiche litanie "veneziane" o della Chiesa di Aquileia alla beata Vergine Maria, anch'esse non più in uso;[76]
- le litanie mariane dei Domenicani, che presentano un carattere meno popolare e più dotto;[81]
- le litanie a Nostra Signora di Lourdes;[82]
- le litanie al Cuore Immacolato di Maria;[83]
- le litanie alla beata Vergine Maria per la riconciliazione, redatte in occasione del Convegno ecclesiale nazionale di Loreto del 1985;[84]
- le litanie ricavate dalla «Marialis Cultus» di Paolo VI;[85][86]
- le litanie ricavate dalla Costituzione del Concilio Vaticano II «Lumen gentium».[87][88][89]
- le litanie a Santa Maria, Figlia del nostro popolo, redatte in Francia, dopo il Concilio Vaticano II;[90]
- le litanie bibliche a Santa Maria, costituite da 46 invocazioni desunte dalla Sacra Scrittura;[89]
- le litanie a Santa Maria della Speranza, ispirate al cammino delle comunità cristiane dell’America Latina;[89]
- le litanie a Santa Maria Regina;[79]

alcuni testi sono proposti dall’Ordine dei Servi di Maria:
- le litanie dei Servi di Santa Maria;
- le litanie dei novizi dei Servi a Santa Maria;
- le litanie a Santa Maria, Donna e Madre;[91]
- le litanie all’Addolorata;
- le litanie a Santa Maria di Monte Berico,[89] in uso nel Santuario di Monte Berico a Vicenza[92].